# 吉娜·雷蒙多
吉娜·瑪麗·雷蒙多（英語：Gina Marie Raimondo，1971年5月17日—），美国政治家和风险资本家，民主黨籍，曾任第40任美國商務部長。2015年至2021年任第75届罗德岛州州长，是第一位女性罗德岛州长。竞选前，她曾担任2011年至2015年罗德岛州财政部长。2018年11月6日赢得连任。
2021年1月7日，美国总统拜登在就任前提名雷蒙多担任商务部长。2021年3月2日，参议院通过雷蒙多的提名。
2022年3月1日，拜登總統率領閣員到國會發表国情咨文期間，雷蒙多被指定為指定倖存者并在一處秘密安全地點待命，以便在聚集在眾議院會議廳中的總統、副總統以及其他的官員面臨災難時，能按照美國總統繼任順序繼任總統職位。
2023年8月22日，中华人民共和国商务部宣布雷蒙多将在8月27日到30日访华。8月27日，雷蒙多飞抵北京，正式展开对华四天的访问。8月28日和29日，雷蒙多先后会见了中华人民共和国商务部部长王文涛、国务院副总理何立峰和国务院总理李强。

## 荣誉

### 外国勋章奖章
- 一等奥尔加大公夫人勋章（英语：Order of Princess Olga）（乌克兰，2024年8月23日公布[10]）

## 趣聞

### 华为手机代言人
因其首次訪華期間恰逢華為Mate 60上市，因此被中國大陸網民戲稱為華為Mate 60代言人並成为网络迷因。

### 中国能让汽车熄火论
2024年3月1日,雷蒙多在接受美國MSNBC的採訪時稱中國製造的電動汽車可能「每分鐘都在收集數百萬美國人的數據」，以及「假如美國路上有300萬輛中國車，北京能讓它們同時熄火」等。

## 外部連結
- 吉娜·雷蒙多的X（前Twitter）

| 政党职务                              | 政党职务                            | 政党职务                            |
| ------------------------------------- | ----------------------------------- | ----------------------------------- |
| 前任者： 弗兰克·T·卡普里奥            | 羅德島州州长民主党候选人 2014，2018 | 最新的                              |
| 前任者： 杰伊·英斯利                  | 民主党州长协会会长 2018–2019        | 繼任者： 菲尔·墨菲                  |
| 官衔                                  |                                     |                                     |
| 前任者： 林肯·查菲                    | 羅德島州州长 2015–2021              | 繼任者： 丹尼尔·麦克                |
| 前任者： 威尔伯·罗斯                  | 美國商務部長 2021–至今              | 現任                                |
| 美國排位名單                          |                                     |                                     |
| 前任者： 汤姆·维尔萨克 為美国农业部长 | 美國優先權順序 为美國商務部長       | 繼任者： 马蒂·沃尔什 為美国劳工部长 |
| 美國總統繼任順序                      |                                     |                                     |
| 前任者： 汤姆·维尔萨克 為美国农业部长 | 第10位 为美國商務部長               | 繼任者： 马蒂·沃尔什 為美国劳工部长 |